# Erkki Saaristo
Erkki Saaristo (Helsinki, 27 marzo 1954) è un ex cestista e allenatore di pallacanestro finlandese.

## Carriera
Con la Finlandia ha disputato i Campionati europei del 1977.